# I raccomandati
I raccomandati è stato un programma televisivo italiano, in onda su Rai 1 per dieci edizioni dal 2003 al 2011. La puntata pilota fu trasmessa il 21 luglio 2001.
Il programma è stato condotto da Carlo Conti fino alla settima edizione, mentre dal 2009 è stato condotto da Pupo. Il format era del tutto italiano ed è stato prodotto da LDM in collaborazione con la RAI. La regia è stata affidata a diversi registi nel corso delle varie edizioni.

## Il programma
Durante la trasmissione si esibivano vari concorrenti accompagnati (o "raccomandati", come affermato nel programma) da personaggi VIP. A fine programma veniva decretato il vincitore. Poteva essere considerato un programma televisivo di genere talent show poiché in molti casi i concorrenti presentavano qualità vocali notevoli. Nelle prime quattro edizioni parte del programma era dedicata all'esibizione di concorrenti "che si raccomandavano da soli" in una specie di teatrino ed il pubblico con una leva posta vicino ad ogni posto a sedere influiva alzando o abbassando il sipario se gradiva o meno l'esibizione. Nell'edizione 2011 vi erano dei concorrenti VIP fissi nel corso delle varie puntate che, di volta in volta, raccomandavano degli esordienti diversi.
In tutte le edizioni sono presenti coreografie eseguite da un corpo di ballo che comprende come prima ballerina la soubrette Rosaria Cannavò insieme ad ex colleghe notine di Sarabanda.

## Edizioni
| Edizione       | Periodo           | Periodo          | Conduzione  | Puntate |
| Edizione       | Inizio            | Fine             | Conduzione  | Puntate |
| -------------- | ----------------- | ---------------- | ----------- | ------- |
| Puntata pilota | 21 luglio 2001    | 21 luglio 2001   | Carlo Conti | 1       |
| 1ª             | 14 gennaio 2003   | 27 febbraio 2003 | Carlo Conti | 7       |
| 2ª             | 25 settembre 2003 | 11 dicembre 2003 | Carlo Conti | 12      |
| 3ª             | 19 ottobre 2004   | 7 dicembre 2004  | Carlo Conti | 8       |
| 4ª             | 26 marzo 2005     | 21 maggio 2005   | Carlo Conti | 9       |
| 5ª             | 24 gennaio 2006   | 17 aprile 2006   | Carlo Conti | 11      |
| 6ª             | 23 marzo 2007     | 25 maggio 2007   | Carlo Conti | 9       |
| 7ª             | 28 marzo 2008     | 23 maggio 2008   | Carlo Conti | 9       |
| 8ª             | 6 marzo 2009      | 1º maggio 2009   | Pupo        | 8       |
| 9ª             | 8 gennaio 2010    | 5 marzo 2010     | Pupo        | 8       |
| 10ª            | 7 gennaio 2011    | 11 febbraio 2011 | Pupo        | 6       |

## Puntate

### Puntata pilota del 21 luglio 2001
- Dal Teatro delle Vittorie in Roma
- una produzione RAI realizzata in collaborazione con LDM COMUNICAZIONE
- Conduce Carlo Conti
- con la partecipazione di Maria Mazza e Lucio Caizzi
- Da un'idea di Andrea Palazzo e Pasquale Romano
- Autori: Carlo Conti, Andrea Palazzo, Pasquale Romano, Leopoldo Siano
- Musiche: Gianni Mazza
- Scene: Gaetano Castelli
- Coreografie: Celia Southern
- Costumi: Silvia Frattolillo
- Direttore della fotografia: Vittorino Piccolo
- Direttore di produzione: Marco Cunsolo
- Ottimizzazione: Grazia Porro
- Produttore esecutivo LDM: Franco Casati
- Produttore esecutivo RAI: Gabriella Schiavo
- Regia: Stefano Vicario

### Edizione invernale 2003
La prima edizione è andata in onda in prima serata per sette puntate dal 14 gennaio al 27 febbraio 2003.
- conduce Carlo Conti
- con la partecipazione di Moran Atias, Maria Mazza, Lucio Caizzi, Gaetano Gennai e Cristiano Militello
- direzione musicale Pinuccio Pirazzoli.

### Edizione autunnale 2003
La seconda edizione è andata in onda per 12 puntate, sempre in prima serata, dal 25 settembre all'11 dicembre 2003.
Scritta da Alessandro Bisegna, Carlo Conti, Antonio Miglietta, Andrea Palazzo, Pasquale Romano, Leopoldo Siano.
Condotta da Carlo Conti, con la partecipazione di Moran Atias, Lucio Caizzi, Gaetano Gennai, Cristiano Militello, Andrea Agresti.

- Ascolti:

| Puntata | Data              | Telespettatori | share  |
| ------- | ----------------- | -------------- | ------ |
| 1       | 25 settembre 2003 | 7.410.000      | 29,51% |
| 2       | 2 ottobre 2003    | 7.929.000      | 31,59% |
| 3       | 9 ottobre 2003    | 7.349.000      | 32,71% |
| 4       | 16 ottobre 2003   | 7.408.000      | 33,92% |
| 5       | 23 ottobre 2003   | 7.502.000      | 33,36% |
| 6       | 30 ottobre 2003   | 7.866.000      | 32,24% |
| 7       | 6 novembre 2003   | 7.791.000      | 31,72% |
| 8       | 13 novembre 2003  | 7.910.000      | 33,79% |
| 9       | 20 novembre 2003  | 8.013.000      | 34,12% |
| 10      | 27 novembre 2003  | 7.671.000      | 33,62% |
| 11      | 4 dicembre 2003   | 7.701.000      | 34,41% |
| 12      | 11 dicembre 2003  | 8.131.000      | 36,82% |

### Edizione 2004
La terza edizione del programma è andata in onda dal 19 ottobre al 7 dicembre 2004, per otto puntate, sempre con la conduzione di Carlo Conti affiancato da Giorgia Palmas, Francesca Chillemi e Andrea Agresti. Ha nuovamente partecipato, sempre in qualità di opinionista, Cristiano Malgioglio.
- Ascolti:

| Puntata | Data             | Telespettatori | share  |
| ------- | ---------------- | -------------- | ------ |
| 1       | 19 ottobre 2004  | 6.612.000      | 27,71% |
| 2       | 26 ottobre 2004  | 6.029.000      | 25,43% |
| 3       | 2 novembre 2004  | 6.301.000      | 28,62% |
| 4       | 9 novembre 2004  | 7.116.000      | 30,15% |
| 5       | 16 novembre 2004 | 6.534.000      | 25,11% |
| 6       | 23 novembre 2004 | 7.045.000      | 33,16% |
| 7       | 30 novembre 2004 | 6.700.000      | 30,02% |
| 8       | 7 dicembre 2004  | 6.662.000      | 27,61% |

### Edizione 2005
- Conduzione: Carlo Conti con Giorgia Palmas e Francesca Chillemi

In onda dal 26 marzo al 21 maggio 2005 per 9 puntate.

### Edizione 2006
La quinta edizione è andata in onda dal 24 gennaio 2006 al 17 aprile, per undici puntate. Il conduttore è sempre Carlo Conti affiancato da Laura Barriales, Pamela Camassa, Natalia Bush e dallo showman Cristiano Malgioglio.
- Ascolti:

| Puntata | Data             | Telespettatori | share  |
| ------- | ---------------- | -------------- | ------ |
| 1       | 24 gennaio 2006  | 5.512.000      | 21,43% |
| 2       | 31 gennaio 2006  | 5.021.000      | 21,59% |
| 3       | 7 febbraio 2006  | 5.350.000      | 23,71% |
| 4       | 14 febbraio 2006 | 5.518.000      | 22,74% |
| 5       | 21 febbraio 2006 | 5.403.000      | 23,36% |
| 6       | 28 febbraio 2006 | 5.866.000      | 22,24% |
| 7       | 7 marzo 2006     | 5.723.000      | 21,72% |
| 8       | 14 marzo 2006    | 5.000.000      | 23,79% |
| 9       | 7 aprile 2006    | 5.211.000      | 24,12% |
| 10      | 10 aprile 2006   | 5.609.000      | 23,62% |
| 11      | 17 aprile 2006   | 5.560.000      | 24,41% |

### Edizione 2007
- Conduzione: Carlo Conti con Alessia Ventura
- Comico: Dado
- Ascolti:

| Puntata | Data           | Telespettatori | share  |
| ------- | -------------- | -------------- | ------ |
| 1       | 23 marzo 2007  | 5.140.000      | 22,57% |
| 2       | 30 marzo 2007  | 5.929.000      | 24,56% |
| 3       | 13 aprile 2007 | 5.349.000      | 22,75% |
| 4       | 20 aprile 2007 | 5.408.000      | 23,92% |
| 5       | 27 aprile 2007 | 5.502.000      | 24,38% |
| 6       | 4 maggio 2007  | 5.866.000      | 25,20% |
| 7       | 11 maggio 2007 | 5.791.000      | 25,72% |
| 8       | 18 maggio 2007 | 5.910.000      | 26,77% |
| 9       | 25 maggio 2007 | 6.013.000      | 28,12% |

### Edizione 2008
- Conduzione: Carlo Conti con Alessia Ventura
- Comico: Dado
- Ascolti:

| Puntata | Data           | Telespettatori | share  |
| ------- | -------------- | -------------- | ------ |
| 1       | 28 marzo 2008  | 4.483.000      | 18,78% |
| 2       | 4 aprile 2008  | 4.713.000      | 20,00% |
| 3       | 11 aprile 2008 | 5.675.000      | 23,81% |
| 4       | 18 aprile 2008 | 4.682.000      | 20,07% |
| 5       | 25 aprile 2008 | 4.206.000      | 19,17% |
| 6       | 2 maggio 2008  | 5.000.000      | 22,34% |
| 7       | 9 maggio 2008  | 5.453.000      | 24,61% |
| 8       | 16 maggio 2008 | 4.901.000      | 21,78% |
| 9       | 23 maggio 2008 | 5.628.000      | 25,46% |

### Edizione 2009
- Conduzione: Pupo con Elizabeth Kinnear
- Opinionisti: Luca Giurato e Maurizio Casagrande
- Valletta: Rosy Dilettuso
- Ascolti:

| Puntata | Data           | Telespettatori | share  |
| ------- | -------------- | -------------- | ------ |
| 1       | 6 marzo 2009   | 4.747.000      | 19,25% |
| 2       | 13 marzo 2009  | 4.257.000      | 17,77% |
| 3       | 20 marzo 2009  | 4.202.000      | 17,65% |
| 4       | 27 marzo 2009  | 4.098.000      | 17,96% |
| 5       | 3 aprile 2009  | 4.485.000      | 18,66% |
| 6       | 17 aprile 2009 | 4.199.000      | 17,69% |
| 7       | 24 aprile 2009 | 4.162.000      | 18,71% |
| 8       | 1º maggio 2009 | 4.067.000      | 18,90% |

### Edizione 2010
Vincitore di questa edizione è il Tenore Gianluca Paganelli raccomandato da Manuela Villa.
- Conduzione: Pupo con Georgia Luzi
- Co-conduttori: Valeria Marini ed Emanuele Filiberto di Savoia
- Valletta: Nora Amile
- Direzione musicale: Gianluca Pirazzoli
- Big nei duetti: Annalisa Minetti, Al Bano, Manuela Villa, Massimo Ranieri, Povia, Fausto Leali, Ricchi e Poveri, Gigliola Cinquetti, Riccardo Fogli, Francesca Alotta e Aleandro Baldi
- Ascolti:

| Puntata | Data             | Telespettatori | share  |
| ------- | ---------------- | -------------- | ------ |
| 1       | 8 gennaio 2010   | 5.170.000      | 21,39% |
| 2       | 15 gennaio 2010  | 5.333.000      | 22,08% |
| 3       | 22 gennaio 2010  | 5.575.000      | 22,83% |
| 4       | 29 gennaio 2010  | 5.571.000      | 23,41% |
| 5       | 5 febbraio 2010  | 5.187.000      | 21,34% |
| 6       | 12 febbraio 2010 | 5.304.000      | 21,66% |
| 7       | 26 febbraio 2010 | 5.612.000      | 23,71% |
| 8       | 5 marzo 2010     | 5.784.000      | 24,19% |

### Edizione 2011
- Conduzione: Pupo
- Co-conduttori: Emanuele Filiberto, Valeria Marini e Debora Salvalaggio
- Valletta: Elena Morali
- Direzione musicale: Stefano Caprioli
- Cantanti in gara: Marcella Bella, Loredana Bertè, Orietta Berti, Riccardo Fogli, Nina Morić, Fausto Leali, Neri per Caso, Luisa Corna, I Cugini di Campagna, Adriano Pappalardo, Jo Squillo, Don Backy, Edoardo Vianello, Manuela Villa, Mal
- Ascolti: Il programma chiude con due puntate di anticipo per i bassi ascolti riscontrati.

| Puntata | Data             | Telespettatori | share  |
| ------- | ---------------- | -------------- | ------ |
| 1       | 7 gennaio 2011   | 3.971.000      | 16,58% |
| 2       | 14 gennaio 2011  | 3.728.000      | 15,06% |
| 3       | 21 gennaio 2011  | 3.678.000      | 14,80% |
| 4       | 28 gennaio 2011  | 3.569.000      | 14,19% |
| 5       | 4 febbraio 2011  | 3.748.000      | 14,71% |
| 6       | 11 febbraio 2011 | 4.122.000      | 16,18% |